# Sacristie
Pour les articles homonymes, voir Sacristie !.

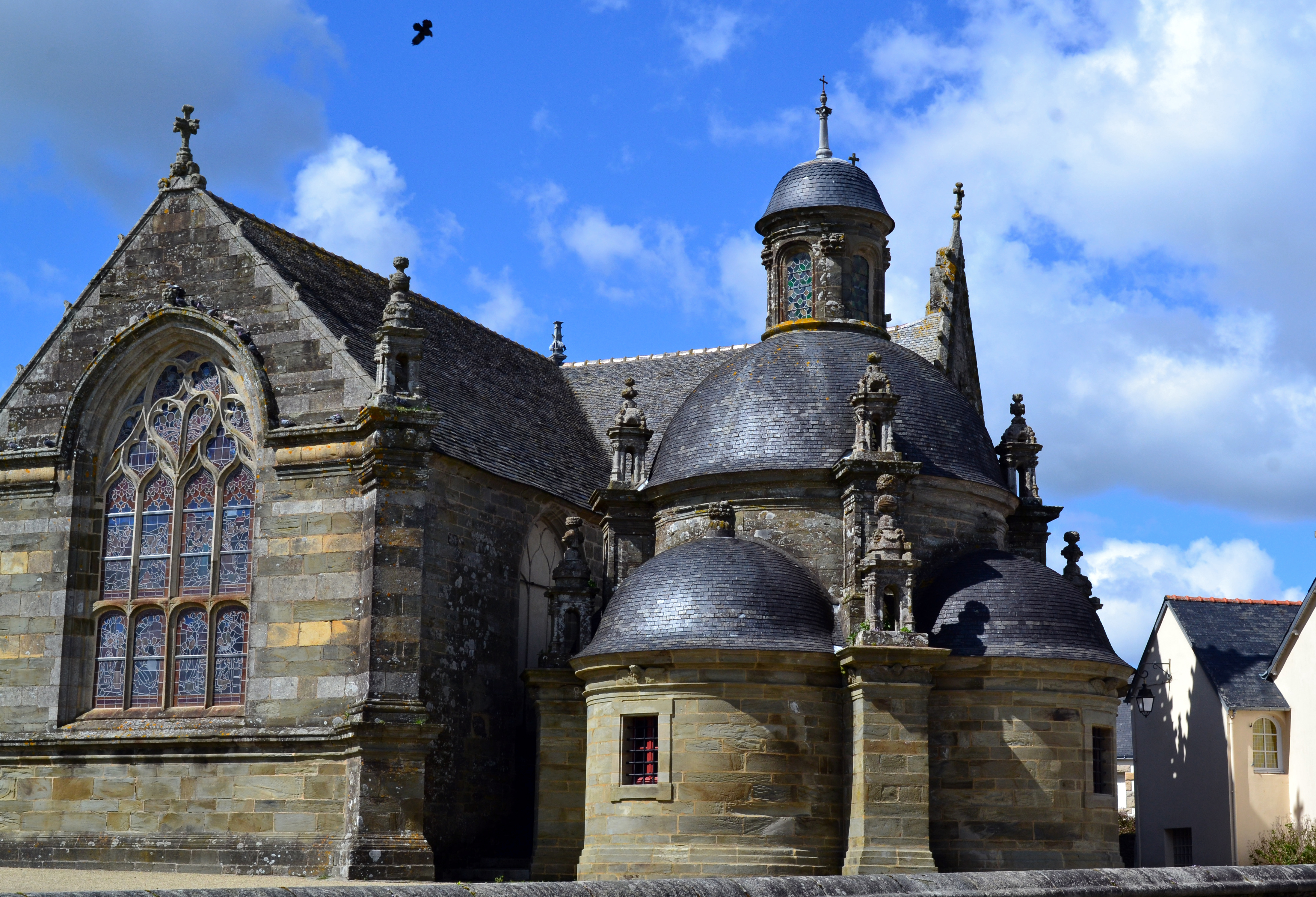
Sacristie de l'église de Pleyben.

La sacristie est une pièce attenante à une église où les prêtres, diacres et servants d'autel se préparent aux offices religieux et où sont rangés les objets nécessaires à ces offices (vêtements et linges liturgiques, calice, ciboire, etc).
Dans les Églises orientales, la sacristie est appelée diaconicon.

## Fonctions
La sacristie sert aux prêtres, aux diacres et servants d'autel à se préparer pour célébrer les messes et cérémonies liturgiques (mariage, enterrement, confession, etc).
Il y est également conservé tout le nécessaire aux célébrations (chasuble, ostensoir, encensoir, clochette, etc), ainsi que les registres paroissiaux (registre des baptêmes, mariages et sépultures).

## Origine du terme
Sacristie vient du terme latin sacristia signifiant sacré.

## Installation
La sacristie se situe généralement à l'intérieur de l'église et bénéficie d'un accès direct au chœur de cette dernière. L'ouverture sur le chœur est généralement une porte à deux battants pour permettre la sortie en procession. Elle peut se confondre avec l'église, en prenant la place d'une chapelle latérale, ou bien constituer un bâtiment indépendant.
Elle participe donc à la sainteté de l'église avec laquelle elle communique.

## Surface
Il n'existe pas de règle quant à la superficie minimum ou maximum d'une sacristie mais elle est généralement proportionnée à la taille de l'édifice. La surface peut aller d’un simple placard, à plusieurs dizaines de mètres carrés pour une basilique ou une cathédrale.

## Équipements
La présence d'un crucifix (que le prêtre salue au départ et au retour des cérémonies) pour rappeler le caractère sacré du lieu est obligaoire, ainsi qu'une photo du pape en exercice et une photo de l'évêque du diocèse.
Il n'y a pas de règle quant aux mobiliers que doit contenir une sacristie mais en pratique le plus souvent on y trouve : une armoire pour les vêtements liturgiques (chasuble, aubes, étole, etc) et linges liturgiques (corporal, pale, purificatoire, etc), ainsi qu'un buffet pour y ranger les objets liturgiques (calice, ciboire, ostensoir, etc). On y trouve souvent également un prie-dieu pour permettre au prêtre de se recueillir avant d'aller célébrer un office.
On y trouve parfois un petit lavabo appelé piscine permettant d’évacuer les eaux de purification ou éléments sacrés directement dans la terre sans les mélanger aux eaux usées.
Elle peut abriter le trésors de l'église, qui peut être visible du public.

## Décorations
Il n'y a pas de règle quant à la décoration d'une sacristie, mais n'étant pas ouverte au public elle est généralement peu ou pas décorée (avec des exceptions notables) [réf. nécessaire].

## Le sacristain
Le sacristain est la personne chargée d'entretenir la sacristie. Cette fonction est généralement confiée à un laïc mais cela peut être un religieux ou religieuse, ou le prêtre lui-même.

## Galerie

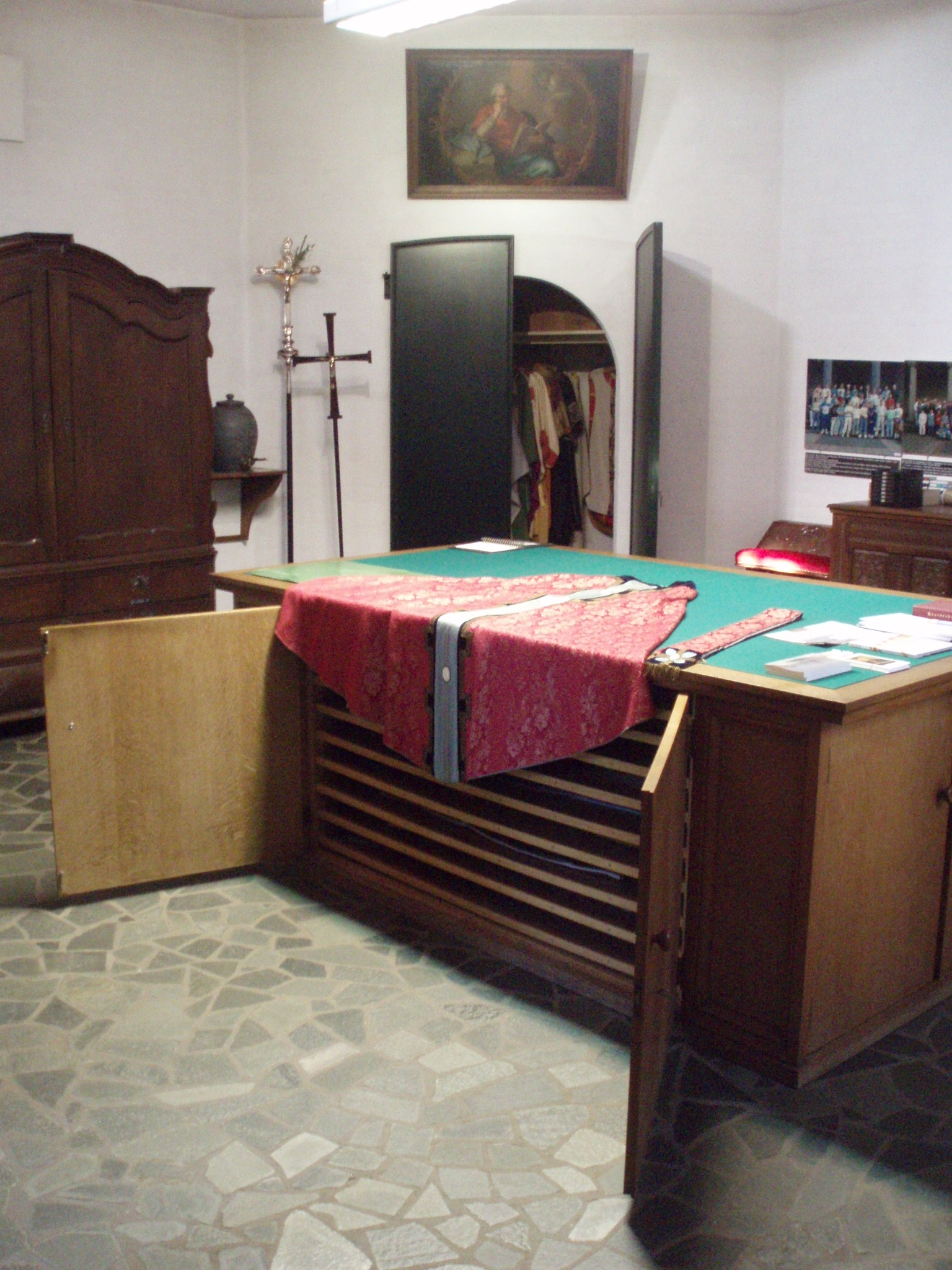
Sacristie de l’église de San Martino di Gennep (Pays-Bas).
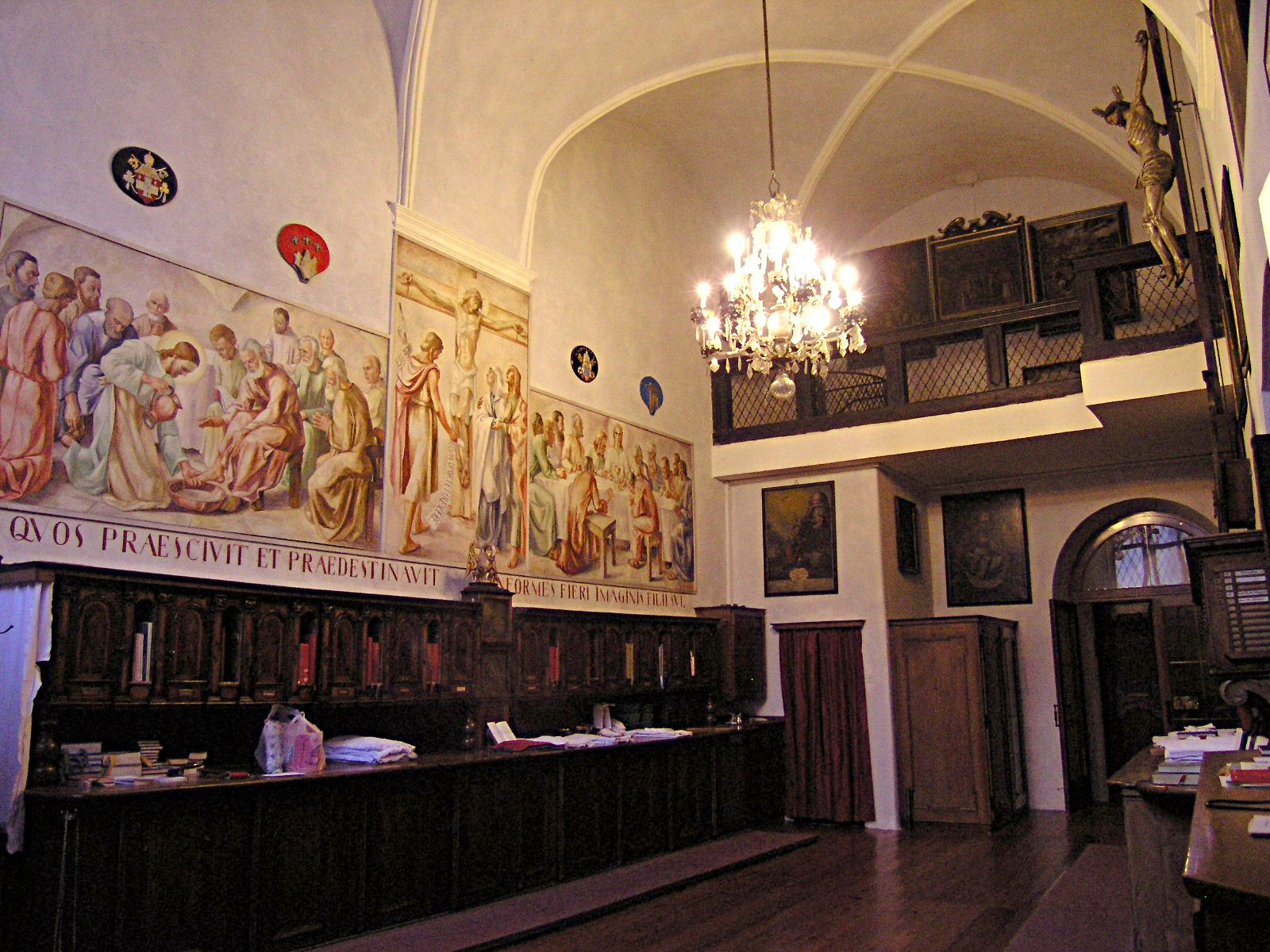
Sacristie de la cathédrale de Bressanone (Italie).
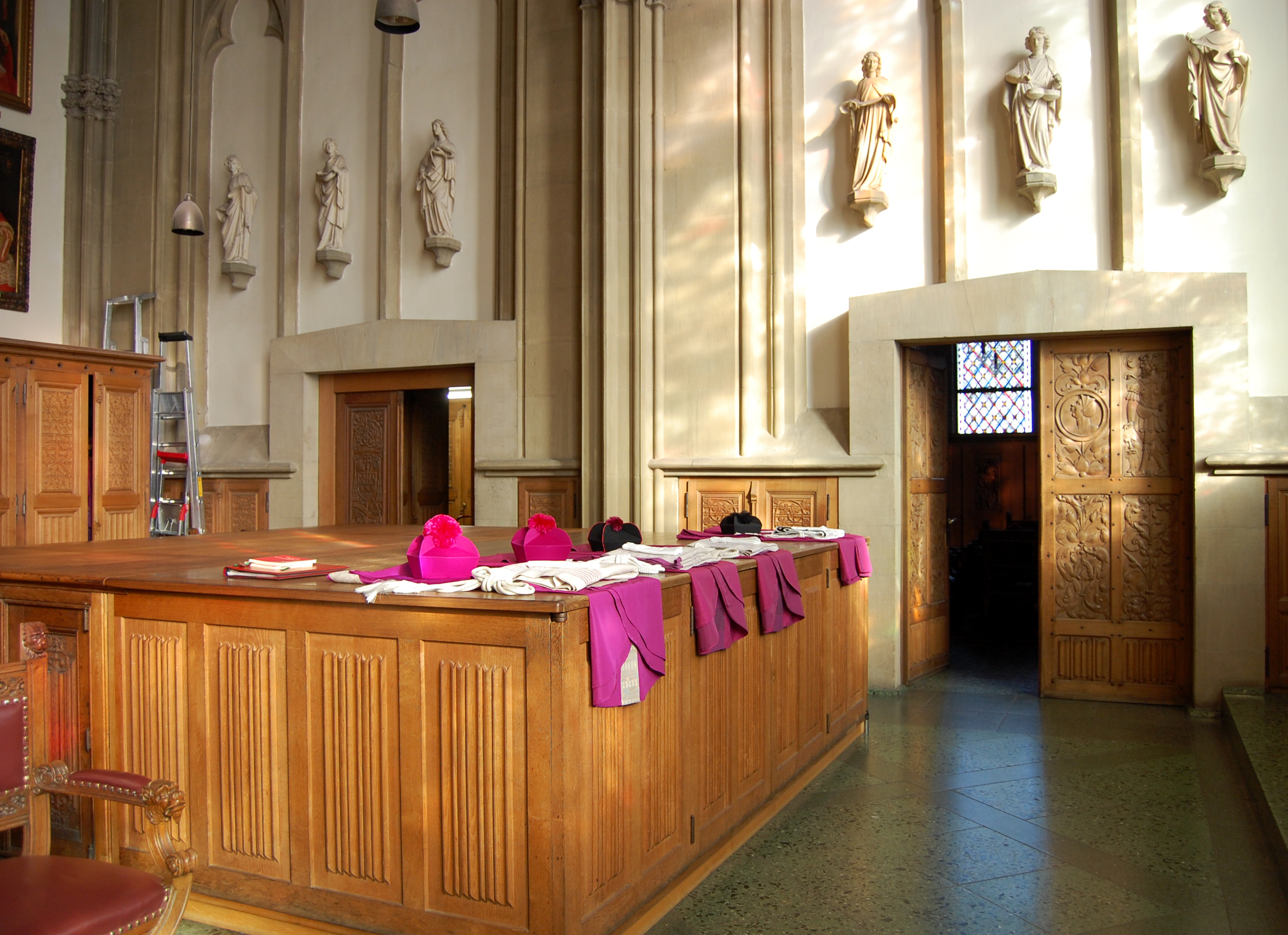
Sacristie de la cathédrale de Cologne (Allemagne).
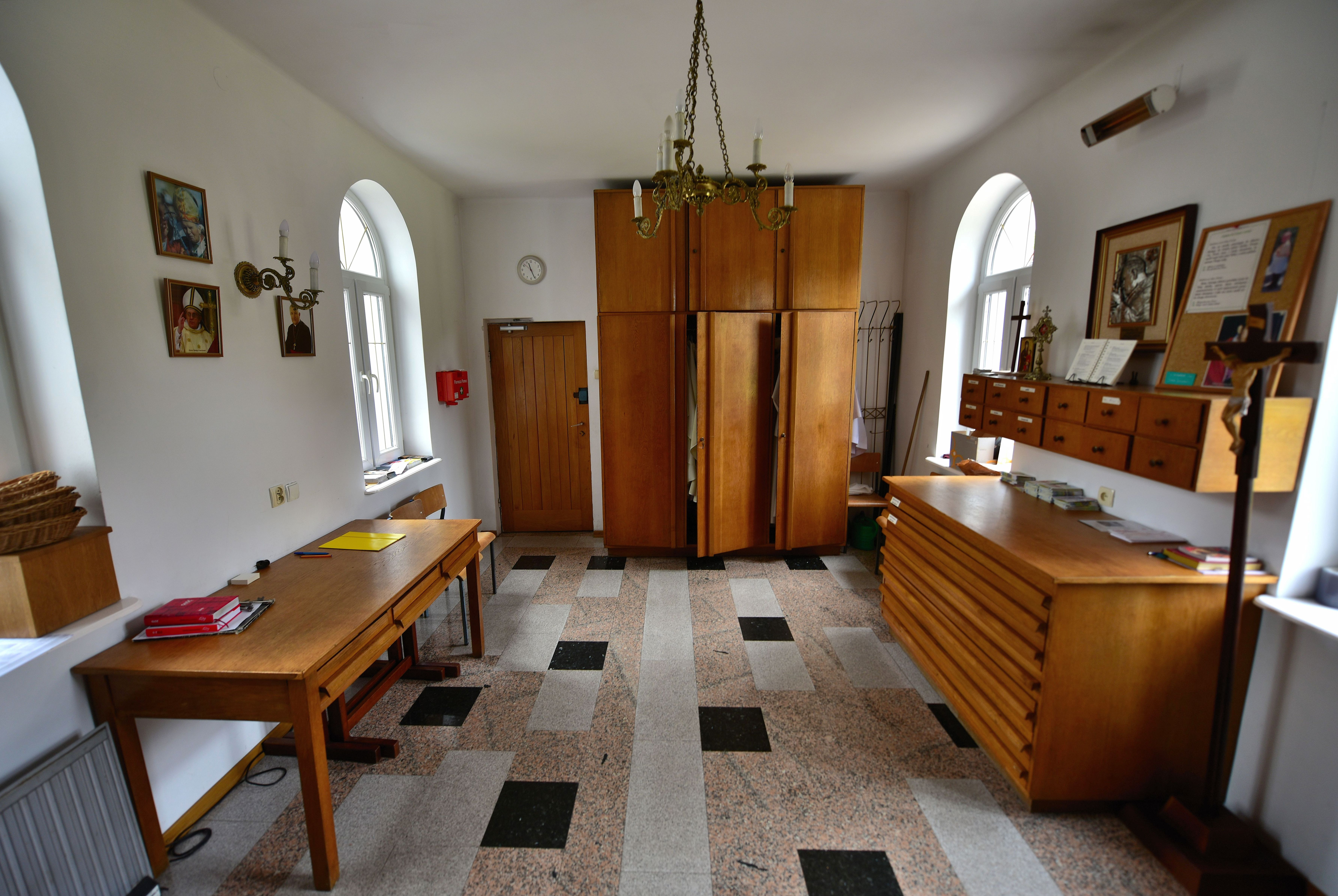
Sacristie de l’église de la Divine-Providence (Pologne).

### Articles liés
- Sacristain
- Mobilier liturgique